# Zoë Saldaña

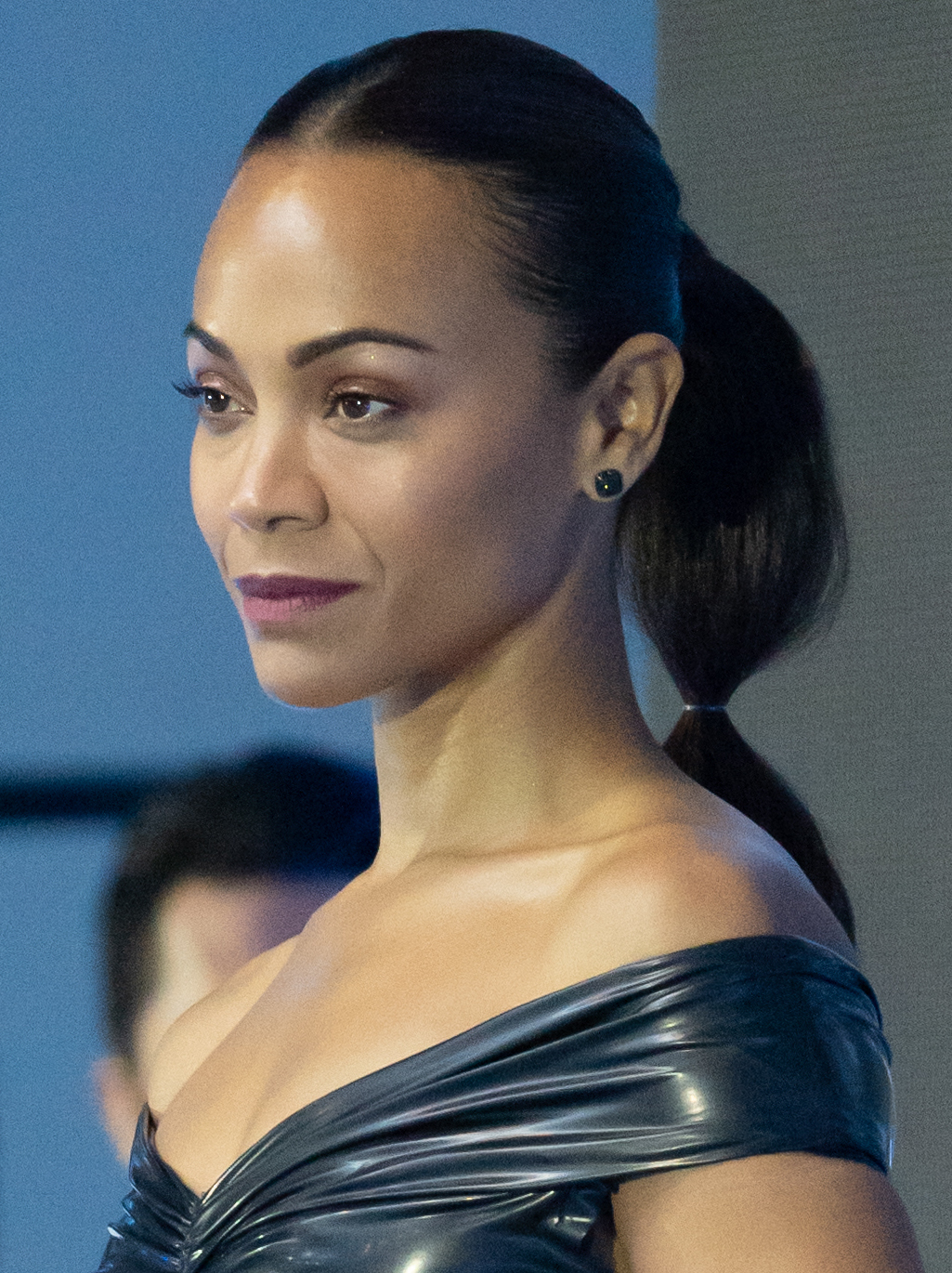
Zoë Saldaña (2022)

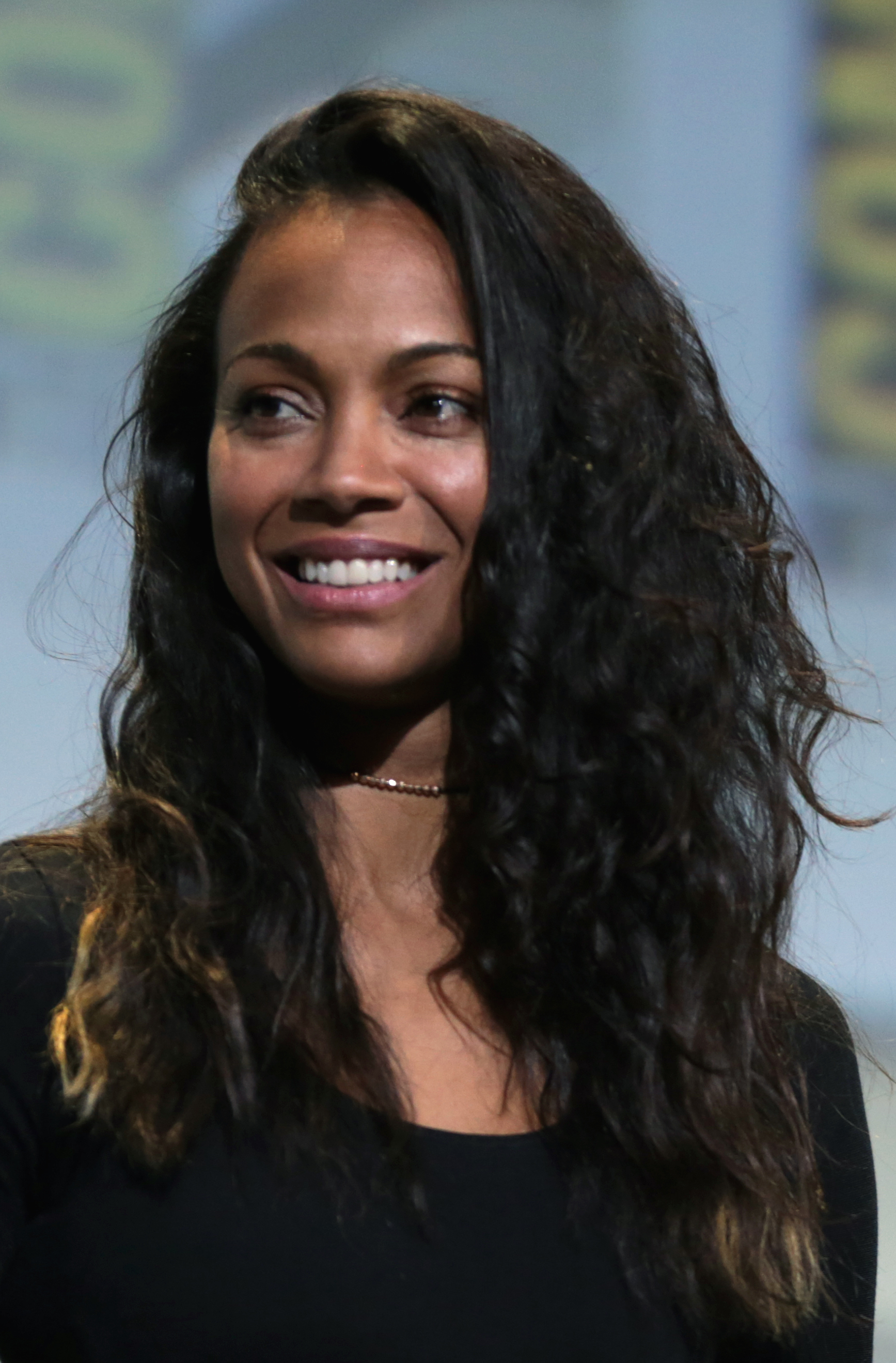
Zoë Saldaña auf der San Diego Comic-Con International (2016)

Zoë Saldaña (* 19. Juni 1978 als Zoë Yadira Saldaña Nazario in Passaic, New Jersey), häufig vereinfacht nur Zoe Saldana, ist eine US-amerikanische Schauspielerin, Filmproduzentin und Oscar-Preisträgerin mit dominikanischen Wurzeln. Größere Bekanntheit erlangte sie durch die Rolle der Neytiri in der Avatar-Filmreihe und die Rolle der Gamora im Marvel Cinematic Universe.

## Leben und Karriere
Zoë Saldaña wurde 1978 als Tochter von Asalia Nazario und Aridio Saldaña in New Jersey geboren. Als Tochter einer puerto-ricanischen Mutter und eines dominikanischen Vaters ist sie Amerikanerin der ersten Generation in ihrer Familie. Sie hat zwei Schwestern. Die Familie lebte im New Yorker Stadtteil Queens.
Als Saldaña neun Jahre alt war, starb ihr Vater bei einem Verkehrsunfall. Danach schickte ihre Mutter die drei Töchter zu Verwandten in die Dominikanische Republik, wo Saldaña Ballett, Jazz, lateinamerikanische Tänze und Modern Dance studierte. Nachdem sie wieder in die USA gezogen war, begann sie, Schauspiel zu studieren. In New York besuchte sie die FACES Theater Company, die Schauspiele zu sozialkritischen Themen aufführt, die Jugendlichen die Probleme der Gesellschaft näherbringen sollen.
1999 hatte Saldaña ihren ersten Auftritt als Schauspielerin in der Fernsehserie Law & Order. Nach Nebenrollen in Fluch der Karibik (2003) und Terminal (2004) erhielt sie 2009 die Rolle der Nyota Uhura in Star Trek. 2009 lieh sie in James Camerons Avatar der animierten Figur Neytiri ihre Gestik, Mimik und Stimme. 2011 spielte sie die Hauptrolle der Cataleya Restrepo in Luc Bessons Action-Thriller Colombiana. 2014 war sie in Guardians of the Galaxy zu sehen und ist seither mit ihrer Rolle der Gamora fester Bestandteil des Marvel Cinematic Universe.
Für ihre Leistung als korrupte mexikanische Anwältin in Jacques Audiards Spielfilm Emilia Pérez (2024) gewann sie gemeinsam mit Adriana Paz, Karla Sofía Gascón und Selena Gomez den Darstellerpreis des 77. Filmfestivals von Cannes. Ein Jahr später erhielt sie dafür den Golden Globe Award als Beste Nebendarstellerin sowie den Oscar in derselben Kategorie.
Saldaña wirkte in den drei kommerziell erfolgreichsten Filmen mit (Avatar – Aufbruch nach Pandora, Avengers: Endgame und Avatar: The Way of Water).
Ihre deutsche Synchronisation stammt zumeist von Tanja Geke.

## Privatleben
Im November 2011 trennte sich Saldaña von ihrem Verlobten Keith Britton, mit dem sie seit elf Jahren liiert und seit Juni 2010 verlobt war. Sie blieben Geschäftspartner bei ihrer gemeinsamen Mode-Website. Danach war sie von Dezember 2011 bis Januar 2013 in einer On-off-Beziehung mit dem Schauspieler Bradley Cooper.
Im Juni 2013 heiratete sie den Italiener Marco Perego in London. Ende November 2014 brachte sie Zwillingssöhne zur Welt. Im Februar 2017 wurden sie erneut Eltern eines Sohnes.
Ihre Schwestern Cisely und Mariel Saldaña sowie ihr Bruder „Nipo“ Carlos Dagoberto Galán Pepén sind ebenfalls in der Filmbranche tätig.

## Filmografie (Auswahl)
- 2000: Center Stage
- 2001: Ran an die Braut (Get Over It)
- 2001: Snipes
- 2002: Not a Girl (Crossroads)
- 2002: Drumline
- 2003: Fluch der Karibik (Pirates of the Caribbean: The Curse of the Black Pearl)
- 2003: Temptation
- 2004: Law & Order: Special Victims Unit (Fernsehserie, Episode 5x21)
- 2004: Terminal
- 2004: Haven
- 2004: Constellation
- 2004: Dirty Deeds
- 2005: Guess Who – Meine Tochter kriegst du nicht! (Guess Who)
- 2005: La Maldiciôn del padre Cordona
- 2005: Lucy
- 2006: Ways of the Flesh
- 2006: Premium
- 2006: Sexgeflüster (After Sex)
- 2008: 8 Blickwinkel (Vantage Point)
- 2009: The Skeptic – Das teuflische Haus (The Skeptic)
- 2009: Star Trek
- 2009: Avatar – Aufbruch nach Pandora (Avatar)
- 2010: Sterben will gelernt sein (Death at a Funeral)
- 2010: Takers – The Final Job (Takers)
- 2010: The Losers
- 2011: Colombiana
- 2012: Der Dieb der Worte (The Words)
- 2013: Blood Ties
- 2013: Star Trek Into Darkness
- 2013: Auge um Auge (Out of the Furnace)
- 2014: Infinitely Polar Bear
- 2014: Rosemary’s Baby (Miniserie)
- 2014: Guardians of the Galaxy
- 2014: Manolo und das Buch des Lebens (The Book of Life, Stimme)
- 2016: Nina
- 2016: Star Trek Beyond
- 2016: Live by Night
- 2017: Guardians of the Galaxy Vol. 2
- 2017: I Kill Giants
- 2017: My Little Pony – Der Film (My Little Pony: The Movie, Stimme)
- 2018: Avengers: Infinity War
- 2018: This Changes Everything (Dokumentarfilm)
- 2019: Mister Link – Ein fellig verrücktes Abenteuer (Missing Link)
- 2019: Avengers: Endgame
- 2020: Vampires vs. the Bronx
- 2021: Vivo – Voller Leben (Vivo, Stimme)
- 2021: Maya und die Drei (Maya and the Three, Fernsehserie, Stimme)
- 2022: The Adam Project
- 2022: Amsterdam
- 2022: From Scratch (Miniserie)
- 2022: Avatar: The Way of Water
- 2023: Guardians of the Galaxy Vol. 3
- 2023: The Absence of Eden
- seit 2023: Special Ops: Lioness (Fernsehserie, auch Produktion)
- 2024: Emilia Pérez

## Auszeichnungen und Nominierungen
- Ritter des Christopher Columbus Ordens der Dominikanischen Republik
- MTV Movie Awards 2003: Nominierung bester Filmkuss (im Film Drumline)
- Stern auf dem Hollywood Walk of Fame 2018[11]
- Internationale Filmfestspiele von Cannes 2024: Beste Darstellerin (im Film Emilia Pérez)
- Oscarverleihung 2025: Auszeichnung als Beste Nebendarstellerin (im Film Emilia Pérez)
- Golden Globe Awards 2025: Auszeichnung als Beste Nebendarstellerin (im Film Emilia Pérez)
- Critics’ Choice Movie Awards 2025: Auszeichnung als Beste Nebendarstellerin  im Film Emilia Pérez
- Critics’ Choice Movie Awards 2025: Nominierung als Bestes Lied („El Mal“)